# Страуд (Оклахома)
Страуд (енгл. Stroud) град је у америчкој савезној држави Оклахома.

## Демографија
По попису из 2010. године број становника је 2.690, што је 68 (-2,5%) становника мање него 2000. године.
| Група             | 2000.         | 2010.         |
| Белци             | 2.285 (82,8%) | 2.222 (82,6%) |
| Афроамериканци    | 101 (3,7%)    | 68 (2,5%)     |
| Азијати           | 15 (0,5%)     | 9 (0,3%)      |
| Хиспаноамериканци | 40 (1,5%)     | 72 (2,7%)     |
| Укупно            | 2.758         | 2.690         |